# 오르나투스티티
오르나투스티티(Plecturocebus ornatus)는 신세계원숭이 속하는 티티원숭이의 일종이다. 남아메리카의 콜롬비아에서 발견된다.